# Barbara Holzer
Barbara Holzer (* 1966 in Zürich) ist eine Schweizer Architektin und Hochschullehrerin.

## Werdegang
Barbara Holzer studierte bis 1991 Architektur an der ETH Zürich und arbeitete anschließend bei Daniel Libeskind in Berlin (Felix-Nussbaum-Haus und Westside). 2002 gründete sie ein eigenes Architekturbüro in Zürich. Für die Schweizerische Landesausstellung Expo.02 entwarf und kuratierte Holzer die Ausstellung Heimatfabrik. 2004 gründete sie mit Tristan Kobler das Architekturbüro Holzer Kobler Architekturen in Zürich, Berlin/Köln/Nyon. Holzer lehrte als Gastprofessorin mit Tristan Kobler an der ETH Zürich (2009–2010), als Gastprofessorin an der Peter Behrens School of Arts (2010) und seit 2010 als Professorin an der Peter Behrens School of Arts. Sie ist Mitglied im Schweizerischen Ingenieur- und Architektenverein, Deutschen Werkbund Berlin und im Bund Deutscher Architekten.

## Bauwerke
zur Liste der Bauwerke: Holzer Kobler Architekturen

## Auszeichnungen und Preise
- 2008: Grand Prix Design der Schweizerischen Eidgenossenschaft mit Tristan Kobler

zu den Auszeichnungen und Preise: Holzer Kobler Architekturen